# Kevin Großkreutz
Kevin Großkreutz (Dortmund, Njemačka, 19. srpnja 1988.) je njemački nogometaš i nacionalni reprezentativac. Trenutačno igra za Darmstadt 98 i povremeni je njemački reprezentativac.

## Karijera

### Klupska karijera
Großkreutz je nogometnu karijeru počeo graditi u dortmundskim niželigašima kao što su DJK Rot-Weiß Obereving, VfL Kemminghausen i FC Merkur 07. Nakon toga 2002. nastupa za mlade sastave Borussije Dortmund a poslije prelazi u Rot Weiss Ahlen. Ondje je igrao za juniore, B momčad i seniore. Nakon tri godine nastupanja za klub, u srpnju 2009. ponovo postaje članom dortmundske Borussije.
U vrlo kratkom razdoblju klub je stvorio vrlo moćnu momčad koja je osvojila dva uzastopna naslova njemačkog prvaka a jednom od važnijih karika bio je i Kevin Großkreutz. Također, u sezoni 2012./13. s klubom je igrao u finalu Lige prvaka protiv domaćeg rivala Bayerna koji je u konačnici postao europski prvak. Sam igrač je odigrao svih 90 minuta na poziciji lijevog krila dok je u 73. minuti zaradio žuti karton.

### Reprezentativna karijera
Großkreutz je za Elf debitirao 13. svibnja 2010. u prijateljskoj utakmici protiv Malte te je ondje asistirao Cacau za jedan od njegova dva pogotka u njemačkoj pobjedi od 3:0. Izbornik Joachim Löw uveo ga je na popis reprezentativaca za Svjetsko prvenstvo 2014. u Brazilu.
S Elfom je 2014. godine postao svjetski prvak osvojivši Svjetsko prvenstvo koje se održavalo u Brazilu.

## Osvojeni trofeji

### Klupski trofeji
| Klub              | Trofej            | Sezona / godina |
| Njemačka          | Njemačka          | Njemačka        |
| ----------------- | ----------------- | --------------- |
| Borussia Dortmund | Bundesliga        | 2010./11.       |
| Borussia Dortmund | Bundesliga        | 2011./12.       |
| Borussia Dortmund | Njemački kup      | 2012.           |
| Borussia Dortmund | Njemački Superkup | 2013.           |

### Reprezentativni trofeji
| Turnir             | Trofej | Godina |
| ------------------ | ------ | ------ |
| Svjetsko prvenstvo | Zlato  | 2014.  |

## Vanjske poveznice
- National Football Teams.com